# Jacques Diebold
Pour les articles homonymes, voir Diebold (homonymie).
Jacques Diebold est un footballeur français né le 28 novembre 1934 à Saint-Parres-aux-Tertres (Aube) et mort le 26 décembre 2024 à La Rivière-de-Corps,.

## Biographie
Ce joueur a évolué comme défenseur principalement, à Troyes. 
Avec ce club, il a été finaliste de la Coupe de France en 1956.